# Кравчук Василь Петрович
Васи́ль Петро́вич Кравчу́к (нар. 18 листопада 1967, с. Волиця, Теофіпольський район, Хмельницька область) — український політик. Народний депутат України. Член ВО «Батьківщина», голова Хмельницької обласної організації.

## Освіта
З вересня 1984 до червня 1991 року навчався в Кам'янець-Подільському сільськогосподарському інституті за спеціальністю «Механізація сільського господарства», інженер-механік.

## Кар'єра
- Червень 1986 — травень 1988 — служба в Збройних Силах (м. Потсдам, Німеччина).
- Серпень 1991 — травень 1997 — головний інженер агропідприємства «Волиця» в с. Волиця Теофіпольського району Хмельницької області.
- Травень 1997 — квітень 2005 — директор СОО «Волиця».
- Березень 2005 — травень 2006 — голова Теофіпольської райдержадміністрації[3][4].
- Квітень 2006 — грудень 2007 — голова Теофіпольської райради.

## Сім'я
Українець. Батько Петро Андрійович (1934) — пенсіонер. Мати Лідія Сергіївна (1933) — пенсіонер. Дружина Діна Іванівна (1970) — директор ООО «Волиця». Донька Дарина (1993). Син Андрій (1997).

## Парламентська діяльність
Народний депутат України 6-го скликання з грудня 2007 до грудня 2012 від «Блоку Юлії Тимошенко», № 159 в списку. На час виборів: голова Теофіпольської райради, член ВО «Батьківщина». Член фракції «Блок Юлії Тимошенко» (з грудня 2007). Голова підкомітету з питань забезпечення діяльності Верховної Ради України Комітету з питань Регламенту, депутатської етики та забезпечення діяльності Верховної Ради України (з грудня 2007).
Народний депутат України 7-го скликання з грудня 2012 до листопада 2014 від ВО «Батьківщина», № 50 в списку. Заступник голови Комітету Верховної Ради з питань аграрної політики та земельних відносин.
Був одним із тих Народних депутатів, які голосували за «диктаторські закони» 16 січня 2014 року.

## Нагороди
Заслужений працівник сільського господарства України (2006).